# Intracoastal City
Intracoastal City ist eine Hafenstadt im Vermilion Parish im Bundesstaat Louisiana der Vereinigten Staaten.

## Geographie
Die Stadt befindet liegt 21 Kilometer südlich von Abbeville, am Westufer des Vermilion River nahe dem Kanal Gulf Intracoastal Waterway und wird von der Schifffahrt aus dem Golf von Mexiko angelaufen.
Der Hafen der Stadt ist unter anderem mit Heliports, Anlagen für die fischverarbeitende Industrie, Pumpanlagen, Öltanks und Trockendocks ausgestattet.